# Rinkebi švedski
Rinkebi švedski je jedan od varijeteta švedskog jezika kojim se govori u predgrađima čiji su stanovnici uglavnom imigranti. Kao lingvistički fenomen nastao je '80-ih godina XX veka. U pitanju je način na koji švedskim govori omladina različitih etničkih pozadina i ne koristi se u svim govornim situacijama.

## Nastanak varijeteta
Stanovništvo Švedske se najčešće smatra homogenim, ali je zemlja doživela velike promene koje su rezultat masovnog doseljavanja u drugoj polovini XX veka. Statistički podaci pokazuju da se broj stanovnika rođenih van granica Švedske više nego udvostručio u poslednjih 30 godina. U poslednjih 10 godina naročito je primetan priliv stanovništva iz Turske, Somalije i Saudijske Arabije, što za posledicu ima očiglednu etničku, jezičku i religijsku raznolikost današnje Švedske.
Imigranti su naseljavali predgrađa tri najveća grada: Stokholma, Geteborga i Malmea, zbog čega su ovi delovi postali simbol imigracije, najčešće kontrastiran sa „etnički švedskim“ centrima gradova.
Najosetnija posledica gorepomenutih kulturnih i etničkih „susreta“ jeste nastanak novog lingvističkog fenomena među mladima, najpoznatijeg kao rinkebi švedski. Naziv je dobio po Rinkebiju, predgrađu Stokholma u kojem je, navodno, nastao.
Rinkebi švedski je predmet intenzivnih akademskih istraživanja u poslednjih 30 godina. Naziv „rinkebi švedski“ u akademskom pisanju prva je upotrebila Ula-Brit Kotsinas, iznosivši neke od karakteristika ovog varijeteta:
- veliki broj reči pozajmljenih iz jezika kojima se govori u predgrađima
- drugačija, „neujednačena“ prozodija
- preterana upotreba pojedinih glagola i predloga ili izostavljanje predloga
- odstupanje od inverzije kada je neophodna

Razlike između rinkebi i standardnog švedskog se najčešće objašnjavaju kao potreba adolescenata da stvore identitet svojstven imigrantima.

## Neslaganje oko naziva
Ono što u Švedskoj najpre pokrene javnu debatu ili naučno polemisanje povodom ove jezičke pojave jeste nemogućnost da se, usled postojanja više različitih označenica, ozvaniči ona koja bi bila najprikladnija, odnosno ona kojom bi se izbegao diskriminišući ili pejorativni prizvuk. Ovakva situacija je rezultat neslaganja koje vlada među naučnicima, a koje se tiče nedoslednosti u lingvističkoj klasifikaciji. Mišljenja se razlikuju u zavisnosti od toga da li se rinkebi švedski posmatra kao sociolekt, dijalekt, etnolekt ili multietnolekt. 
U javnim debatama se najčešće koriste imena koja direktno upućuju na društvenu stratifikaciju, bilo da je ona klasne ili kulturne prirode. Tako su u fokusu nazivi poput invandrarsvenska (doseljenički švedski) i blattesvenska (blatte je pogrdni naziv za imigrante). Ovde denotat (i njegova konotativna, pejorativna varijanta) ne pokriva onaj deo zajednice koji govori ovim varijetetom, ali koji je rođen u Švedskoj, pa se usled takvih vanjezičkih okolnosti predlažu nazivi kao što su förortsvenska (prigradski švedski) ili miljonsvenska (koji je u vezi sa tzv. Miljonprogrammet, programom koji je podrazumevao izgradnju 1.000.000 stanova u roku od 10 godina, usled intenzivnog doseljavanja). Aktuelan predlog je i shobresvenska (šo-bre švedski) koji potiče od popularnog izraza sho bre! gde je vidljiv i uticaj srpskog jezika.
Nazivi koje sami govornici najčešće upotrebljavaju pre svega su vezani za prostorni faktum, a neki su i izraz lokal-patriotizma. To su rosengårdsvenska, fittjasvenska, gårdstenska, ghettosvenska i betongsvenska.

## Specifičnosti vokabulara
Najuočljiviju razliku između standardnog i rinkebi-švedskog prave pozajmljenice iz maternjih jezika imigranata. 
Neki od primera su: aina/ainaziz, sa značenjem policija, a dolazi iz turskog jezika, kao i reč bak - glagol pogledati u imperativu; ajde, prema reči haydi iz turskog ili hajde iz srpskog; bre, što je izraz preterivanja, poreklom iz turskog jezika, ali se koristi i u srpskom; zatim iz arapskog pozajmljene reči habibi, što znači dragi, i yalla, imperativ glagola požuriti; chilla, jedna od pozajmljenica iz engleskog jezika, od glagola to chill; loco koja je pozajmljena iz španskog itd.
Takođe se mogu uočiti i strani sufiksi kao npr. -ish/-isch.

## Zastupljenost u medijima i stavovi o varijetetu
Rinkebi švedski je u poslednjih 30 godina u švedskim medijima najčešće predstavljan kao „loš“, „devijantan“ varijetet kojim govore problematični momci i šovinisti. Ovakvo shvatanje rinkebi-švedskog je, manje ili više, suprotstavljano „dobrim“, „ravnopravnim“ standardnim švedskim. 
Etnografsko istraživanje u jednoj švedskoj školi iz 2005. godine pokazalo je da adolescenti smatraju da je standardni švedski vredniji od multilingualizma u Švedskoj, što je bio stav i nastavnika te škole. 
Ipak, integracija imigranata u švedsko društvo je postala jedna od glavnih političkih tema. Ne treba zanemariti ni činjenicu da postoje i književna dela napisana na rinkebi-švedskom, među kojima su:
- Leiva Wenger, Alejandro (2001). Till vår ära
- Foley, Douglas (2003). Shoo bre
- Khemiri, Jonas Hassen (2003). Ett öga rött
- Bakhtiari, Marjaneh (2005). Kalla det vad fan du vill
- Lapidus, Jens (2006). Snabba cash: hatet, drivet, jakten
- Lapidus, Jens (2008). Aldrig fucka upp